# Restio triticeus
Restio triticeus là một loài thực vật có hoa trong họ Restionaceae. Loài này được Rottb. miêu tả khoa học đầu tiên năm 1772.